# Feria Chiapas
La Feria Chiapas  se realiza anualmente en Tuxtla Gutiérrez, Chiapas, México. Es una de las más concurridas del país, tras la de Texcoco y Aguascalientes. Año con año, la Feria ofrece actividades tradicionales como las corridas de toro, charrería, eventos deportivos y culturales; venta de artesanías, exposiciones agrícolas, industriales, ganaderas, gastronómicas, comerciales, turísticas y empresariales; además de juegos mecánicos y eventos artísticos. Es considerada por la ASONAFE como la "Feria más Joven de México".

## Historia
El 23 de mayo de 1828, el licenciado José Alberto Lara, gobernador constitucional del Estado, promulga el decreto que instituye oficialmente la celebración de una feria anual en la Villa de San Marcos Tuxtla, misma que empezó a celebrarse del 6 al 14 de diciembre de cada año. El H. Ayuntamiento de Tuxtla, que presidía don Juan María Balboa, aprovechó la inclusión del 12 de diciembre dentro de la feria anual para designar como titular de la feria a “Nuestra Señora de la Virgen Santísima. Bajo la advocación de Guadalupe, patrona de nuestra confederación”. De 1828 a 1834 los comerciantes no pagaron ningún tipo de impuestos, pues la feria se había creado con el fin de fomentar la economía de la Villa. El 27 de julio de 1829, Tuxtla fue elevada a la categoría de ciudad y en 1848 se le agregó el apellido Gutiérrez, en memoria de don Joaquín Miguel Gutiérrez, héroe federalista de Chiapas.
De 1828 hasta 1930, aproximadamente, se celebró tradicionalmente la feria de Guadalupe en el parque central de Tuxtla. De San Cristóbal de las Casas venían las “coletas” a establecer sus puestos de vendimias. En un principio, los puestos eran de paredes de cañamaíz con tejas de barro y algunas con techos de tejamanil. Asimismo, venían comerciantes de la ciudad de Chiapa de Corzo, Tonalá y Juchitán. Pero las garitas que más llamaban a atención a chicos y grandes eran las de las “coletas”, por su extensa variedad de dulces y juguetes de madera.
En los puestos de las “coletas” se vendían los dulces de huevos mejido, duraznos prensados, nuégados, gaznates, cocadas, caramelos, trompadas, higos, chimbos, chilacayotes, jocotes curtidos, confites y otros dulces que ya no se fabrican. Se expendían, además, la riquísima cervecita dulce, la morita, la mistela y el ponche con marquesote.
En las mismas garitas se vendían infinidad de juguetes de madera que tuvieron su origen en la época de la colonia: muñecas de trapo, “trepatemicos, maromeros, la cajita con culebra que pica, los boxeadores, los trapecistas, trompos, baleros, guitarras, yoyos, caballitos, cofrecitos, carritos, palomas…
En la feria Guadalupana, que se celebra en el parque central, se divertían los niños en el “palo ensebado”, “la trampa del diablo”, “los comales tiznados” (llenos de pesos cero siete veinte que los niños sacaban con la boca), “toritos”, carrera de encostalados, carrera en bicicleta o a caballo.
"¡Quien no recuerda el paseo de la madrugada! (“El rompimiento”, rompimiento del alba) que organizaban, después del baile de velación, los presidentes de las juntas de festejos de la virgen de Guadalupe: A partir de las 4 de la mañana los guadalupanos hacían recorridos por todos los barrios y colonias de la ciudad, llevando en un camión de redilas la marimba que amenizaba el recorrido en medio de vivas y de quemas de cohetes y de triques; paseo matinal que terminaba, con una gran tamalada, en la plazuela de la capilla."
En 1913, en el marco de la celebración de la feria de Guadalupe, se convocó al concurso de composición de la letra del Himno a Chiapas, resultando triunfadora la compuesta por el poeta José Emilio Grajales.
El 20 de noviembre de 1934, la mayoría de los santos y otras pinturas fueron quemados en el parque central con motivo de la campaña anticlerical que realizó el gobierno de aquel entonces.
la Feria Regional del Estado de Chiapas
Durante el gobierno del ingeniero Francisco J. Grajales se principiaron a celebrar las ferias de tipo oficial, mismas que fueron transformadas en la época del gobierno de don Juan Sabines Gutiérrez, quien la convirtió en una feria comercial, agrícola, ganadera y artesanal, al celebrarse la “Primera Gran Feria Regional de Chiapas, 1980”, hoy conocida como Feria Chiapas, que se celebra año con año en las instalaciones de la Chacona, en el ejido de Plan de Ayala.
Sin embargo, la tradicional feria religiosa dedicada a la virgen de Guadalupe se sigue efectuando anualmente con la participación de peregrinos de diversas partes del Estado, y muy principalmente de Tuxtla.
Del 4 al 12 de diciembre de cada año numerosos peregrinos chiapanecos asisten al templo de Nuestra Señora de Guadalupe, Patrona de Hispanoamérica desde 1910.

## Feria Internacional
Desde el año 2005 se enfocó a la Feria Chiapas como una fiesta internacional, invitando a países de América, Europa, Asia y África. A partir de esa edición, cada año se incluye en este evento un pabellón internacional, gracias a las embajadas y consulados que permiten realizar esta fase ferial.

## Recinto Ferial "La Chacona"
Es la sede de la feria Chiapas desde 1980. Las instalaciones fueron inauguradas por el gobernador Juan Sabines Gutiérrez y se ubican en el lado poniente de Tuxtla Gutiérrez. La superficie está en las faldas de la reserva de la biósfera "La Cañada" y es atravesada por el pequeño río La Chacona. Como resultado, la Feria Chiapas se considera como una feria de invierno con temperaturas que oscilan de los 19 °C a los 5 °C.
Las instalaciones cuentan con un foro de eventos masivos, un centro de exposiciones ganaderas, palenque de gallos, un centro de convenciones que se ubica en la conocida palapa de la feria, un lienzo charro, un foro internacional y 5 naves para exposiciones comerciales. Además tiene áreas de gastronomía, juegos mecánicos, cultura y 4 plazas: Plaza de la Marimba, Plaza Infantil, Plaza Chiapas y la Plaza Principal.